# Death March
Pour plus de détails, voir Fiche technique et Distribution.
Death March (Martsang Kamatayan, ou Martsa ng Kamatayan) est un film philippin d'Adolfo Alix, Jr. (en) et est sorti en 2013.
Il est inspiré de la Marche de la mort de Bataan en avril 1942, lors de laquelle quelque 10 000 prisonniers de guerre américains et philippins sont morts de crimes de guerre, d'épuisement et de mauvais traitements infligés par l'Armée impériale japonaise après la bataille de Bataan qui avait duré trois mois, celle-ci étant elle-même un épisode de la bataille des Philippines durant la Guerre du Pacifique. Le général japonais Masaharu Honma fut condamné à mort pour ces crimes de guerre et exécuté par arme à feu en 1946 . 
Le film a été présenté au Festival de Cannes 2013, dans la section Un Certain Regard.

## Synopsis
Le film relate la marche forcée de prisonniers de guerre philippins et américains en 1942 aux Philippines.  

## Fiche technique
- Titre international : Death March
- Titre original : Martsang kamatayan
- Réalisation : Adolfo Alix, Jr. (en)
- Scénario : Rody Vera
- Décors : Ruben Arthur Nicdao
- Montage : Benjamin Gonzales Tolentino
- Photographie : Albert Banzon
- Son : Mark Locsin
- Sociétés de production : Bicycle Pictures (en)
- Pays d'origine :  Philippines
- Langue : Tagalog, japonais et anglais
- Durée : 110 minutes
- Genre : Drame et historique
- Dates de sortie
- France : mai 2013 (festival de Cannes 2013)

## Distribution
- Sam Milby (en) : Roy Cook
- Zanjoe Marudo (en) Alex
- Ejay Falcon
- Carlo Aquino (en) : Claudio
- Jason Abalos (en) : Carlito
- Sid Lucero (en) : Miguel
- Felix Roco : Fidel
- Jacky Woo  : Hatori
- Luis Alandy (en)
- Benjamin Alves (en)

## Distinctions
- Nomination au Festival de Cannes 2013 : sélection « Un certain regard »